# EuroCoupe de basket-ball 2008-2009
Navigation
Édition précédente Édition suivante
L’EuroCoupe de basket-ball 2008-2009 est la 7e édition de la deuxième compétition de clubs  de basket-ball du continent européen après l'Euroligue de basket-ball.
Désormais connue sous le nom « ULEB Eurocup », elle fait suite à la Coupe ULEB.

## Déroulement
La compétition est ouverte à 48 équipes, issues de 22 pays. Un tour préliminaire permet de sélectionner 32 équipes qui disputent une phase régulière. Ces 32 équipes sont déterminer de la façon suivante : 24 équipes automatiquement qualifiées pour ce tour et 8 issues du tour préliminaire, celui-ci se déroulant en deux phases.
Les 16 équipes non qualifiées pour la phase régulière sont alors verser dans une autre compétition européenne, l'EuroCup.
Lors de la phase régulière, les 32 équipes sont réparties en huit groupes de quatre équipes. Les deux premières équipes se qualifient pour un Top 16. Celui-ci se déroule également sous la forme de championnat : quatre groupes de quatre équipes, dont les deux premiers sont qualifiés pour le « Final eight ».
Celui-ci se déroule sur un lieu unique le même weekend et sous la forme d'une coupe, quart de finale, demi-finale, finale. Dans chacun de ces tours, le vainqueur est déterminé sur une seule rencontre.

## Compétition

### Tour préliminaire
Celui-ci se déroule sous forme de matchs aller-retour, le vainqueur étant déterminé au cumul des points des deux rencontres.

#### 1ertour
|       | Šiauliai             | 136   | 167 | Galatasaray SK Cafe Crown |
| 73-73 | Šiauliai             | 63-94 |     | Galatasaray SK Cafe Crown |
|       | Amsterdam            | 133   | 146 | FMP                       |
| 66-60 | Amsterdam            | 67-83 |     | FMP                       |
|       | Energa Czarni Slupsk | 136   | 151 | UNICS Kazan               |
| 76-62 | Energa Czarni Slupsk | 50-89 |     | UNICS Kazan               |
|       | Swans Allianz        | 146   | 139 | Tartu Rock                |
| 86-64 | Swans Allianz        | 60-75 |     | Tartu Rock                |
|       | Panellinios          | 154   | 124 | Telekom Baskets Bonn      |
| 69-54 | Panellinios          | 85-70 |     | Telekom Baskets Bonn      |
|       | Triumph              | 146   | 159 | Telindus Oostende         |
| 78-78 | Triumph              | 68-81 |     | Telindus Oostende         |
|       | ASK Riga             | 142   | 137 | Cholet                    |
| 69-62 | ASK Riga             | 73-75 |     | Cholet                    |

#### 2etour
|       | Galatasaray SK Cafe Crown | 147    | 176 | KK Budućnost             |
| 85-83 | Galatasaray SK Cafe Crown | 62-93  |     | KK Budućnost             |
|       | FMP                       | 138    | 118 | Ural Great               |
| 69-61 | FMP                       | 69-57  |     | Ural Great               |
|       | UNICS Kazan               | 161    | 142 | Hapoël Jérusalem         |
| 88-66 | UNICS Kazan               | 73-76  |     | Hapoël Jérusalem         |
|       | Swans Allianz             | 163    | 178 | Étoile rouge de Belgrade |
| 82-82 | Swans Allianz             | 81-96  |     | Étoile rouge de Belgrade |
|       | Panellinios               | 168    | 165 | BC Kiev                  |
| 96-69 | Panellinios               | 72-96  |     | BC Kiev                  |
|       | Le Havre                  | 172    | 168 | Telindus Oostende        |
| 84-85 | Le Havre                  | 88-83  |     | Telindus Oostende        |
|       | Benetton Fribourg         | 125    | 195 | Kalise Gran Canaria      |
| 64-92 | Benetton Fribourg         | 61-103 |     | Kalise Gran Canaria      |
|       | ASK Riga                  | 151    | 134 | CDB Séville              |
| 83-69 | ASK Riga                  | 68-65  |     | CDB Séville              |

### Phase régulière
| Rang | Équipe                | Pts | J | V | D | Bp  | Bc  | Diff |
| ---- | --------------------- | --- | - | - | - | --- | --- | ---- |
| 1    | Maroussi Costa Coffee | 10  | 6 | 4 | 2 | 493 | 468 | +25  |
| 2    | Zadar                 | 10  | 6 | 4 | 2 | 505 | 480 | +25  |
| 3    | ASK Riga              | 9   | 6 | 3 | 3 | 496 | 478 | +18  |
| 4    | Chorale Roanne        | 7   | 6 | 1 | 5 | 430 | 498 | −68  |

| Rang | Équipe            | Pts | J | V | D | Bp  | Bc  | Diff |
| ---- | ----------------- | --- | - | - | - | --- | --- | ---- |
| 1    | UNICS Kazan       | 12  | 6 | 6 | 0 | 488 | 435 | +53  |
| 2    | MBK Dynamo Moscou | 10  | 6 | 4 | 2 | 490 | 442 | +48  |
| 3    | Barons/LMT Riga   | 7   | 6 | 1 | 5 | 443 | 489 | −46  |
| 4    | Lukoil Academic   | 7   | 6 | 1 | 5 | 454 | 509 | −55  |

| Rang | Équipe               | Pts | J | V | D | Bp  | Bc  | Diff |
| ---- | -------------------- | --- | - | - | - | --- | --- | ---- |
| 1    | Khimki Moscou Region | 11  | 6 | 5 | 1 | 459 | 400 | +59  |
| 2    | Benetton             | 10  | 6 | 4 | 2 | 478 | 443 | +35  |
| 3    | Beşiktaş Cola Turka  | 9   | 6 | 3 | 3 | 459 | 471 | −12  |
| 4    | STB Le Havre         | 6   | 6 | 0 | 6 | 413 | 495 | −82  |

| Rang | Équipe              | Pts | J | V | D | Bp  | Bc  | Diff |
| ---- | ------------------- | --- | - | - | - | --- | --- | ---- |
| 1    | Türk Telekomspor    | 10  | 6 | 4 | 2 | 393 | 344 | +49  |
| 2    | Panellinios Athènes | 9   | 6 | 3 | 3 | 452 | 435 | +17  |
| 3    | Aris BSA            | 9   | 6 | 3 | 3 | 457 | 459 | −2   |
| 4    | Bnei Hasharon       | 8   | 6 | 2 | 4 | 362 | 426 | −64  |

| Rang | Équipe              | Pts | J | V | D | Bp  | Bc  | Diff |
| ---- | ------------------- | --- | - | - | - | --- | --- | ---- |
| 1    | Azovmach            | 10  | 6 | 4 | 2 | 484 | 472 | +12  |
| 2    | Lietuvos rytas      | 9   | 6 | 3 | 3 | 491 | 465 | +26  |
| 3    | Asvel Basket        | 9   | 6 | 3 | 3 | 475 | 514 | −39  |
| 4    | Kalise Gran Canaria | 8   | 6 | 2 | 4 | 481 | 480 | +1   |

| Rang | Équipe                   | Pts | J | V | D | Bp  | Bc  | Diff |
| ---- | ------------------------ | --- | - | - | - | --- | --- | ---- |
| 1    | Spirou Basket            | 11  | 6 | 5 | 1 | 485 | 415 | +70  |
| 2    | Étoile rouge de Belgrade | 11  | 6 | 5 | 1 | 490 | 425 | +65  |
| 3    | PGE Turów                | 8   | 6 | 2 | 4 | 411 | 453 | −42  |
| 4    | Brose Baskets            | 6   | 6 | 0 | 6 | 340 | 433 | −93  |

| Rang | Équipe          | Pts | J | V | D | Bp  | Bc  | Diff |
| ---- | --------------- | --- | - | - | - | --- | --- | ---- |
| 1    | Pamesa Valencia | 12  | 6 | 6 | 0 | 497 | 414 | +83  |
| 2    | Artland Dragons | 9   | 6 | 3 | 3 | 464 | 495 | −31  |
| 3    | Fortitudo       | 8   | 6 | 2 | 4 | 470 | 457 | +13  |
| 4    | BC FMP          | 7   | 6 | 1 | 5 | 398 | 463 | −65  |

| Rang | Équipe           | Pts | J | V | D | Bp  | Bc  | Diff |
| ---- | ---------------- | --- | - | - | - | --- | --- | ---- |
| 1    | Iurbentia Bilbao | 12  | 6 | 6 | 0 | 481 | 411 | +70  |
| 2    | Hemofarm         | 9   | 6 | 3 | 3 | 441 | 469 | −28  |
| 3    | ČEZ Nymburk      | 8   | 6 | 2 | 4 | 446 | 482 | −36  |
| 4    | KK Budućnost     | 7   | 6 | 1 | 5 | 419 | 425 | −6   |

### Top 16
| Rang | Équipe                | Pts | J | V | D | Bp  | Bc  | Diff |
| ---- | --------------------- | --- | - | - | - | --- | --- | ---- |
| 1    | MBK Dynamo Moscou     | 12  | 6 | 6 | 0 | 492 | 442 | +50  |
| 2    | Khimki Moscou Region  | 9   | 6 | 3 | 3 | 479 | 457 | +22  |
| 3    | Maroussi Costa Coffee | 8   | 6 | 2 | 4 | 443 | 470 | −27  |
| 4    | Panellinios Athènes   | 7   | 6 | 1 | 5 | 467 | 512 | −45  |

| Rang | Équipe           | Pts | J | V | D | Bp  | Bc  | Diff |
| ---- | ---------------- | --- | - | - | - | --- | --- | ---- |
| 1    | Benetton Trevise | 11  | 6 | 5 | 1 | 493 | 458 | +35  |
| 2    | Zadar            | 9   | 6 | 3 | 3 | 497 | 513 | −16  |
| 3    | UNICS Kazan      | 9   | 6 | 3 | 3 | 465 | 414 | +51  |
| 4    | Türk Telekomspor | 7   | 6 | 1 | 5 | 452 | 522 | −70  |

| Rang | Équipe                   | Pts | J | V | D | Bp  | Bc  | Diff |
| ---- | ------------------------ | --- | - | - | - | --- | --- | ---- |
| 1    | Pamesa Valencia          | 10  | 6 | 4 | 2 | 450 | 436 | +14  |
| 2    | Hemofarm                 | 10  | 6 | 4 | 2 | 460 | 428 | +32  |
| 3    | Azovmach                 | 9   | 6 | 3 | 3 | 477 | 457 | +20  |
| 4    | Étoile rouge de Belgrade | 7   | 6 | 1 | 5 | 437 | 503 | −66  |

| Rang | Équipe           | Pts | J | V | D | Bp  | Bc  | Diff |
| ---- | ---------------- | --- | - | - | - | --- | --- | ---- |
| 1    | Iurbentia Bilbao | 10  | 6 | 4 | 2 | 449 | 415 | +34  |
| 2    | Lietuvos Rytas   | 10  | 6 | 4 | 2 | 467 | 406 | +61  |
| 3    | Spirou Basket    | 9   | 6 | 3 | 3 | 453 | 473 | −20  |
| 4    | Artland Dragons  | 7   | 6 | 1 | 5 | 441 | 516 | −75  |

### Phase finale
Le Final 8 s'est disputé du 2 au 5 avril à Turin.
|  | Quarts de finale       | Quarts de finale       |                        |    | Demi-finales | Demi-finales |  |  | Finale  | Finale  |
|  | Quarts de finale       | Quarts de finale       |                        |    | Demi-finales | Demi-finales |  |  | Finale  | Finale  |
|  |                        |                        |                        |    |              |              |  |  |         |         |
|  | 2 avril                | 2 avril                |                        |    | 4 avril      | 4 avril      |  |  | 5 avril | 5 avril |
|  | 2 avril                | 2 avril                |                        |    | 4 avril      | 4 avril      |  |  | 5 avril | 5 avril |
|  | MBK Dynamo Moscou      | 85                     |                        |    | 4 avril      | 4 avril      |  |  | 5 avril | 5 avril |
|  | MBK Dynamo Moscou      | 85                     |                        |    | 4 avril      | 4 avril      |  |  | 5 avril | 5 avril |
|  | KK Hemofarm            | 93                     |                        |    | 4 avril      | 4 avril      |  |  | 5 avril | 5 avril |
|  | KK Hemofarm            | 93                     | KK Hemofarm            | 68 |              |              |  |  | 5 avril | 5 avril |
|  | 2 avril                |                        | KK Hemofarm            | 68 |              |              |  |  | 5 avril | 5 avril |
|  |                        | Lietuvos rytas Vilnius | 73                     |    |              |              |  |  | 5 avril | 5 avril |
|  | Benetton Trevise       | Lietuvos rytas Vilnius | 73                     | 79 |              |              |  |  | 5 avril | 5 avril |
|  | Benetton Trevise       |                        |                        | 79 |              |              |  |  | 5 avril | 5 avril |
|  | Lietuvos rytas Vilnius | 85                     |                        |    |              |              |  |  | 5 avril | 5 avril |
|  | Lietuvos rytas Vilnius | 85                     | Lietuvos rytas Vilnius | 80 |              |              |  |  |         |         |
|  | 3 avril                |                        | Lietuvos rytas Vilnius | 80 |              |              |  |  |         |         |
|  |                        | Khimki Moscou Region   | 74                     |    |              |              |  |  |         |         |
|  | Pamesa Valencia        | Khimki Moscou Region   | 74                     | 73 |              |              |  |  |         |         |
|  | Pamesa Valencia        | 4 avril                |                        | 73 |              |              |  |  |         |         |
|  | Khimki Moscou Region   | 76                     |                        |    |              |              |  |  |         |         |
|  | Khimki Moscou Region   | 76                     | Khimki Moscou Region   | 79 |              |              |  |  |         |         |
|  | 3 avril                |                        | Khimki Moscou Region   | 79 |              |              |  |  |         |         |
|  |                        | Iurbentia Bilbao       | 73                     |    |              |              |  |  |         |         |
|  | Iurbentia Bilbao       | Iurbentia Bilbao       | 73                     | 76 |              |              |  |  |         |         |
|  | Iurbentia Bilbao       |                        |                        | 76 |              |              |  |  |         |         |
|  | KK Zadar               | 67                     |                        |    |              |              |  |  |         |         |
|  | KK Zadar               | 67                     |                        |    |              |              |  |  |         |         |

## Récompenses
- MVP de l'EuroCoupe
  -  Chuck Eidson (Lietuvos Rytas)
- MVP Final 8
  -  Marijonas Petravičius (Lietuvos Rytas)
- Équipe-type EuroCoupe:
  - PG  Chuck Eidson (Lietuvos Rytas)
  - SG  Kelly McCarty (BC Khimki Moscou)
  - SF  Boštjan Nachbar (MBK Dynamo Moscou)
  - PF  Todor Gečevski (KK Zadar)
  - C  Marko Banić (Bilbao)
- 2e équipe EuroCoupe:
  - PG  Khalid El-Amin (Azovmach Marioupol)
  - SG  Gary Neal (Benetton Trévise)
  - SF  Travis Hansen (MBK Dynamo Moscou)
  - PF  Matthew Nielsen (Valence)
  - C  Sandro Nicević (Benetton Trévise)
- Entraîneur de l'année
  -  Oktay Mahmuti (Benetton Trévise)
- Révélation de l'année
  -  Milan Mačvan (KK Hemofarm)

## Statistiques individuelles

### Points
| Rang | Joueur    | Équipe           | MJ | Points | PPM   |
| ---- | --------- | ---------------- | -- | ------ | ----- |
| 1.   | Gary Neal | Benetton Trévise | 12 | 209    | 17.42 |

### Rebonds
| Rang | Joueur                 | Équipe           | MJ | Rebonds | RPM  |
| ---- | ---------------------- | ---------------- | -- | ------- | ---- |
| 1.   | Charles Judson Wallace | Benetton Trévise | 12 | 89      | 7.42 |

### Passes
| Rang | Joueur       | Équipe         | MJ | Passes | PPM  |
| ---- | ------------ | -------------- | -- | ------ | ---- |
| 1.   | Chuck Eidson | Lietuvos Rytas | 12 | 64     | 5.33 |